# Рейд (Краснокамск)
Рейд — микрорайон в Краснокамске.

## География
Микрорайон Рейд расположен на востоке города. Его границами являются левый берег речки Малая Ласьва (с запада), улица Шоссейная (с севера) и пойма реки Ласьва (с востока). Южная граница поселка — река Кама.

## История
Поселок известен был уже с 1945 года как поселок для спецпереселенцев (высланных советских немцев и жителей Крыма). Заметную часть населения поселка составляют татары, появившиеся в качестве ссыльных переселенцев в соседнем поселке Заводской еще в 1930-х годах. Присутствие татарской диаспоры в поселке отражается в наличии мечети, перестроенной из старого здания барачного типа.

## Образование
На территории микрорайона находится средняя школа № 2.

## Улицы
Поселок выходит на оживленную улицу Шоссейную, по которой организовано автобусное движение. В самом поселке параллельно Каме проложены улицы Невская, Белинского, Герцена, Полевая, Николая Островского, Чкалова, Водников, Железнодорожная и переулки Береговой и Северный 2-й. Перпендикулярно Каме проложены Клубный переулок, улицы Республиканская, Красноармейская, Пионерская, Льва Толстого, Щербакова, Мичурина, Дальняя.

## Транспортное сообщение
Автобусы: 4, 7, 11. По улице Шоссейной, находящейся севернее границ микрорайона, проходят маршруты городского автобуса 15 и многочисленных пригородных линий.